# DEFA Kinobox
DEFA Kinobox war eine Filmreihe in der Deutschen Demokratischen Republik (DDR) und wurde ab 1981 von der staatlichen Filmgesellschaft DEFA produziert. 

## Chronik
Die DEFA Kinobox war ein monatlich in Farbe erscheinendes, publizistisches Magazin, welches immer an die Aufführung eines abendfüllenden Spielfilms gekoppelt war und die DEFA-Wochenschau Der Augenzeuge ablöste, die durch das Fernsehen nicht mehr die gewünschte Aktualität erreichen konnte. Die Filme wurden durch das DEFA-Studio für Dokumentarfilm, Künstlerische Arbeitsgruppe „Kinobox“ produziert, hatten eine durchschnittliche Länge von etwa 15 Minuten und berichteten in mehreren Episoden aus dem Leben in der DDR und der ganzen Welt. Die Premiere der ersten Folge erfolgte aus Anlass der 9. Tage des sozialistischen Films am 17. September 1981 vor dem DEFA-Film Bürgschaft für ein Jahr in einem Suhler Kino. Mit der Nummer 62 aus dem Jahr 1988 endete dieses Format.
Die Künstlerische Arbeitsgruppe „Kinobox“ stellte nicht nur das gleichnamige Magazin her, sondern war auch für weitere Produktionen im Rahmen des DEFA-Studios für Dokumentarfilm verantwortlich.